# 金昌柱
金 昌柱（キム・チャンジュ、朝鮮語: 김창주、1922年 - 2003年11月19日）は、朝鮮民主主義人民共和国の政治家。第5・6・9・10期最高人民会議代議員、政務院副総理、農業委員長。金日成のいとこ。

## 経歴
1922年生まれとされる。国内で様々な要職を務めたが、晩年は体調を崩したとされ、公開の場に姿を見せることがなくなった。2003年に81歳で死去、遺体は愛国烈士陵に安置された。